# Torbjörn skakkaskald
Torbjörn skakkaskald (Þórbjǫrn skakkaskáld) var enligt Skáldatal hirdskald hos de norska kungarna Magnus Erlingsson och Sverre Sigurdsson. Han började dock sin bana som furstelovskald hos jarlen Erling skakke (”den snede”), vilket gav honom tillnamnet ”skakkes skald”.
Inga biografiska uppgifter om Torbjörn är kända. Han antas ha varit islänning, men det är en gissning som bygger på statistik: De flesta hirdskalder i Norge kom vid denna tid från Island. 
Av Torbjörns verk återstår i dag endast tre strofer ur en drapa till Erling skakke. De har bevarats i Heimskringla och i Hulda-Hrokkinskinna. Den första strofen handlar om en sjöstrid som Erling utkämpade i Medelhavet då han var på väg till det heliga landet år 1153 (?). Den andra strofen behandlar slaget vid Tønsberg år 1161, och i den tredje berättas om hur Erling lät avliva två vikingar, Frirek kana och Bjarne den onde, som härjat i Viken 1164. Drapan antas ha tillkommit omkring år 1170 och måste i alla händelser ha varit färdig före jarl Erlings död år 1179, eftersom jarlen direkt tilltalas i två av stroferna.
Enligt filologen Guðmundur Þorláksson skulle möjligen ytterligare en halvstrof ur Erlingsdrapan ha överlevt i kapitel 51 av Snorre Sturlassons Skáldskaparmál. Halvstrofen, som där tillskrivs en hittills oidentifierad skald vid namn Torbjörn, skulle innehållsligt kunna syfta på att Erling skakke (vars namn dock ej nämns) under sin pilgrimsfärd också fick sig ett dopp i floden Jordan. Anthony Faulkes sätter dock i sin utgåva av Snorres Edda endast ett stort frågetecken efter denne Torbjörns namn.